# Michele Arcari
Michele Arcari – były włoski piłkarz, występujący na pozycji bramkarza w Brescii.
Michele Arcari urodził się 27 czerwca 1978 roku. Wcześniej występował w: Fidenza, Cremonese, Lecco, Pizzighettone, i był wypożyczony do Pro Patria.